# Eudorylas deansi
Eudorylas deansi är en tvåvingeart som beskrevs av Tonnoir 1925. Eudorylas deansi ingår i släktet Eudorylas och familjen ögonflugor. Inga underarter finns listade i Catalogue of Life.